# Universidade de Granada
A Universidade de Granada (UGR) é uma universidade pública espanhola com sede em Granada e com campi nas cidades de Granada, Ceuta e Melilha, o que torna a UGR na única universidade europeia com dois campi em território africano. É a quarta maior universidade da Espanha em número de estudantes, pertence ao  Grupo Coimbra, à Asociaciação Universitária Iberoamericana de Pós-graduação e ao Grupo Tordesilhas
A Universidade de Granada é herdeira da Madraza do último Reino Nazari, sendo oficialmente fundada em 1531 por Carlos I da Espanha. Portanto, possui quase quinhentos anos historia e é considerada como uma das universidades históricas da Espanha.
A Universidade de Granada é uma das 10 melhores universidades da Espanha 
A UGR é a primeira universidade europeia em recepção e envio de estudantes no programa Erasmus "tradicional" de mobilidade europeia. Tudo isso faz com que a universidade seja o primeiro destino europeu dentro do programa8 Foi selecionada como uma de las melhores universidades espanholas pelos estudantes internacionais.
A pesquisa universitária granadina é a melhor de toda Andaluzia, uma das três melhores em nível nacional e figura entre as 300 melhores universidades do mundo, segundo a classificação do Ranking Académico de las Universidades del Mundo (ARWU)
Também é a primeira universidade espanhola em ajuda oficial ao desenvolvimento. 